# 高知厚生
高知厚生株式会社（こうちこうせい）は、医薬品・衛生材料・化粧品の卸売を中心とする日本の企業であった。現在はスズケングループの一社アスティスである。医薬品の卸売手。

## 概要
高知県高知市南久保62

## 沿革
- 1945年（昭和20年）12月 - 秋山勇により「桂薬品」（高知県高知市本与力町）設立
- 1949年（昭和24年）5月 - 愛媛県松山市の「厚生薬品」と合併し「厚生薬品・高知支店」として発足
- 1961年（昭和36年）10月3日 - 「厚生薬品」が「高知支店」を資本金200万円で分離独立させ「株式会社高知厚生」設立

## 営業所
- 高知県:高知市・安芸市・宿毛市

## 主な取引メーカー
- 三共
- 中外製薬
- 明治製菓
- 藤沢薬品

## 備考
- 「高知ウロコ会」結成までは武田薬品の販売に力を注いでいたが、中澤薬業と武田薬品とのつながりが強くなり三共系列に入る。
- 厚生薬品株式会社は、昭和45年に愛媛県宇和島市の「須藤薬品」と合併し「ダイワ薬品株式会社」と商号変更。
- 現在は「四国アルフレッサ株式会社」である